# 윤언이
윤언이(尹彦頤, 1090년 ~ 1149년)는 고려시대의 정치인으로 자는 원로(元老) 호는 금강거사(金剛居士), 시호는 문강(文康)이다. 본관은 파평. 문하시중 윤관의 아들이며 윤인첨의 아버지이기도 하다.

## 생애

### 관료 생활

#### 관직 진출
1107년(예종2년) 부음으로 벼슬에 올랐고,
1114년(예종9)년 과거에 급제하여 후 여러 벼슬을 지내고 인종 때 기거랑이 되었다. 좌사간 정지상(鄭知常), 우정언 권적 등과 함께 당시 정치의 득실을 논하여 정책의 잘잘못을 진언했는데 인종은 그의 의견을 높이 평가하였다. 이어 그의 의견을 등과시정에 반영하게 하였다.
1128년(인종 6) 예부시랑(禮部侍郞) 때 송나라에 가서 국교 재개를 청하고 돌아왔다.

#### 김부식과의 갈등
1132년 국자사업(國子司業)이 되어 경연(經筵)에서 경의(經義)를 강의하고 특별히 화서대(華犀帶)를 임금에게 하사받았다. 앞서 예종 때 아버지가 지은 의천(義天)의 비문을 김부식(金富軾)이 함부로 고쳐 원한을 품고 있었는데, 1133년 김부식의 주역 강의를 묻고 논란하라는 왕명에 정연한 논리로 반박 설분하였다. 국자감사업, 보문각직학사를 지냈다.
그는 승려 묘청과 학자 정지상 등이 칭제건원, 서경 천도를 주장하였을 때 칭제건원은 동의하였으나 서경천도는 동의하지 않았다.

#### 묘청의 난
1135년, 묘청의 난이 일어났을 때, 윤언이는 중군좌(中軍佐)로 임명되어 묘청의 난 토벌에 참여하였다. 1136년 공을 세웠으나 정지상과 내통하였다는 김부식의 보고로 양주방어사(梁州防禦使)로 좌천되었다. 1138년 광주목사(廣州牧使)로 부임하였고 1140년 개성으로 돌아왔다. 1145년에 호부상서, 1146년 집현전학사 등을 지냈다.

### 생애 후반
1148년 한림학사에 이어 정당문학 판상서형부사로 임명되고 1149년 중군병마판사 겸 동북면행여병마판사가 더해졌고, 이해 군영에서 졸하였다. 은청광록대부 수사공 중서시랑평장사 판상서형부사 주국을 추증하였다. 시호는 문강이다. 《주역》에 정통하고 문장이 뛰어났다. 저서에 《역해(易解)》가 있다. 배위는 사정공思靜公 김약온金若溫의 딸인 광양군대부인 김씨이고 7남 4녀를 두었다. 아들 중 세 명(인첨,자고,돈신)이 과거에 급제하였고, 그 뒤 그의 후손에서 조선의 왕비들이 다수 나왔다. 정희왕후(세조비), 정현왕후(성종계비, 중종 모후), 장경왕후(중종계비), 문정왕후(중종제3왕비), 소의윤씨(광해군 후궁) 등이 모두 그의 후손들이었다.

## 가족
- 조부 : 윤집형
- 부 : 윤관(1040~1111)
- 아들 : 윤인첨(1110~1176) - 평장사
  - 손자 : 윤종악 - 상서
  - 손자 : 윤종회 - 예빈
  - 손자 : 윤종함 - 국자좨주
  - 손자 : 윤종양 - 형부시랑
- 아들 : 윤자고 - 박사
- 아들 : 윤돈신 - 병부시랑
  - 손자 : 윤상계 - 평양부유수
- 아들 : 윤자양

## 같이 보기
- 묘청의 난
- 서경 천도 운동
- 무신정변
- 김부식
- 김돈중
- 정습명
- 정중부
- 정지상
- 이의방